# (404) Arsínoe
(404) Arsínoe, en español Arsínoe, es un asteroide perteneciente al cinturón de asteroides descubierto el 20 de junio de 1895 por Auguste Honoré Charlois desde el observatorio de Niza, Francia.
Está nombrado por Arsínoe, un personaje de la mitología griega.

## Características orbitales
Arsínoe está situado a una distancia media del Sol de 2,594 ua, pudiendo alejarse hasta 3,111 ua. Tiene una excentricidad de 0,1994 y una inclinación orbital de 14,11°. Emplea 1526 días en completar una órbita alrededor del Sol.